# 大里簡
大里簡，是臺灣宜蘭縣頭城鎮的一個傳統地域名稱，位於該鎮最北端。相較於今日行政區，其範圍大致包括石城、大里里。
著名的草嶺古道即由遠望坑通往大里簡。

## 歷史
臺灣清治末期，大里簡地區為一街庄，稱為「大里簡庄」，隸屬於頭圍堡。該庄東南臨海，西南與大溪庄為鄰，西北與槓仔藔庄、大石壁坑庄、遠望坑庄為鄰，東北邊為田藔洋庄。
1901年（日治明治三十四年）11月，廢縣廳改設二十廳，該庄隸屬於宜蘭廳，編入第六區。1905年（明治三十八年）7月，第六區改名「港澳區」。1909年（明治四十二年）10月，合併二十廳為十二廳，該庄仍隸屬於宜蘭廳。1920年（大正九年），廢十二廳改設五州二廳，該庄改制為「大里簡」大字，隸屬於臺北州宜蘭郡頭圍庄，大字下有「大里簡」、「蕃薯寮」、「桶盤堀」、「石城子」小字名。
戰後頭圍庄改制為頭圍鄉，隸屬於臺北縣，大字亦改制為村。1946年9月，頭圍鄉更名為頭城鄉。1948年再改制為頭城鎮，村改制為里。1950年10月，北、基、宜分治，頭城鎮改隸屬於宜蘭縣。

## 聚落
本地區發展較早的聚落有石城仔（石城）、桶盤堀、大里簡、蕃薯藔、石門坑等，在日治期初期的官方地圖上已有記載。此外，本地區尚有大澳、草嶺、大樹、鼻子澳、石觀音、番仔澳等聚落。

## 交通
台鐵宜蘭線是台灣東北部鐵路幹線，大致以縱向轉東北—西南走向蜿蜒經過大里簡地區東南部海岸地帶。境內東北部及中部分別設有石城車站及大里車站，分屬招呼站及甲種簡易站，均只停靠區間車。由此等可前往台鐵沿線各地。
省道台2線是台灣濱海公路系統之一，其中基隆至蘇澳路段又稱為「北部濱海公路」，大致以東北—西南走向蜿蜒經過本地區東南部海岸地帶。由該道路此往東北轉西可前往貢寮、瑞芳、基隆等地，往西南可前往頭城市區、壯圍、五結、蘇澳等地。

## 學校
- 大里國小

## 產業
- 石城漁港
- 大里漁港

## 文化資產
- 舊大里橋（縣定古蹟）
- 舊草嶺隧道（縣定古蹟）

## 景點
- 草嶺古道
  - 魷魚公廟（土地祠）
- 石城一帶磯釣場

## 寺廟
- 草嶺慶雲宮（又名大里天公廟）